# Карл Дьониц
Карл Дьониц (на немски: Karl Dönitz) (16 септември 1891 – 24 декември 1980) е германски военноморски офицер, от 1943 г. гросадмирал и главнокомандващ на Германските военноморски сили през Втората световна война.
Посочен в завещанието на Адолф Хитлер за приемник, той управлява в продължение на 23 дни (1 – 23 май 1945) като президент на Германия и главнокомандващ въоръжените сили до капитулацията на Германия във Втората световна война.

## Биография

### Ранен живот
Карл Дьониц е роден в 16 септември 1891 г. в Грюнау в покрайнините на Берлин, Германска империя. Баща му е инженер по оптика във фирмата „Карл Цайс“.
През 1910 г. завършва реалната гимназия във Ваймар. Образование получава във военноморските училища в Кил и в Мюрвик. От 1 април 1910 г. до 31 март 1911 г. кара стаж на тежкия крайцер „Герта“. На 1 октомври 1912 г. встъпва във военноморския флот като морски кадет от лекия крайцер „Бреслау“.

### Първа световна война
В началото на Първата световна война корабът преминава от Средиземно море в Черно и официално е предаден на Турция (получавайки названието „Мидили“) като запазва целия си екипаж. Крайцерът успешно действа срещу руския флот, но през юли 1915 г. попада на мина. По време на ремонта на кораба Дьониц служи във ВВС като стрелец и наблюдател. На 12 септември 1916 г. е назначен на авиационната станция Сан-Стефано и Дарданелите. През декември 1916 г. се връща в Германия, където преминава подводничарски курс за офицери. От 17 януари 1917 г. започва работа като торпеден офицер на подводницата U-39. От 28 февруари 1918 г. е командир на старата подводница UC-25. Действайки в Средиземно море потапя транспортен параход, а след това и италиански товарен кораб с водоизместимост 5000 тона. През юли 1918 г. започва да командва нова подводница UB-68. На 4 октомври с нея атакува английски конвой и потапя транспортния кораб „Упек“ (3883 тона), но по грешка на механика подводницата получава повреда. Дьониц нарежда тя да бъде потопена и попада в плен на англичаните. Задържан е в лагера за военнопленници Редмайер (близо до Шефилд). За да се измъкне от него Дьониц симулира невменяемост и е освободен. Награден е с Железен кръст I-ва и II-ра степен.

### Междувоенен период
През юли 1919 г. се връща в Германия и е приет на служба във военноморската флота.
По условията на Версайския мирен договор на Германия е забранено да притежава подводен флот и на 1 март 1920 г. Дьониц е назначен за командир на торпеден катер Т-157 в базата Свинемюнд (Померания). От 1923 г. е експерт по минно-торпедноразузнавателна инспекция в Кил. Участва в разработването на нов образец дълбочинни мини. През есента на 1924 г. е прехвърлен в централното командване на военноморската флота. Дьониц взима участие в изработването на новия военноморски устав. Освен това на него е възложено осъществяването на контакт с Райхстага. След скандала с тайното възстановяване на военноморската флота е прехвърлен на лекия крайцер „Нимфа“ в Балтика в качеството на щурман. От 4 ноември 1928 г. е командир на 4-та полуфлотилия на 1-ви миноносна дивизия. В края на 1930 г. Дьониц е преместен в щаба на район Нордзе, където се занимава с обезпечаването на вътрешната безопасност и преди всичко с борбата срещу комунистическото влияние във флота.
След идването на власт на НСДАП на 1 октомври 1933 г. става капитан ІІ ранг. През 1933 – 1934 извършва продължително задгранично плаване. Посещава Малта, Индия, Цейлон, Ява, Сингапур и д.р. През 1934 г. за усъвършенстване на английския си език е командирован във Великобритания, а след завръщането си на 1 октомври е назначен за командир на лекия крайцер „Емден“. На 1 февруари 1935 г. Адолф Хитлер издава заповед за стартиране строителството на подводници, а през март обявява едностранното решение за прекратяване на съобразяването с условията на Версайския мир. Дьониц е един от малкото привърженици на националсоциализма сред висшите офицери във флота. В речи пред моряците си възхвалява Хитлер: „Небесата ни изпратиха водачеството на Фюрера!“ Веднъж пред ентусиазирана публика в Берлин той заявява, че Хитлер може да предвиди всичко и не прави погрешни преценки: „В сравнение с него ние сме червеи!“ Хитлер, от своя страна, има пълно доверие в Дьониц. На 6 юни 1935 г. Дьониц е назначен за „вожд на подводниците“ и едновременно с това за командир на 1-ва подводна флотилия. Върховното командване на военноморската флота и най-вече адмирал Ерих Редер се отказват от намесата в делата на подводния флот и предоставят на Дьониц пълна свобода на действие за създаването му. На този пост той отговаря за развитието на тактиката (създадена 1938 г.) на немските подводници по време на Втората световна война, особено що се отнасо до т.нар. система на глутници, при която подводниците работят на групи в преследването на съюзническите кораби. Дьониц създава мощен подводен флот. Влиза в конфликт с Редер, който е на мнение, че морската война може да бъде спечелена с помощта на по-големи кораби.

### Втора световна война
В началото на Втората световна война на разположение на Дьониц се намират 56 подводници, от които едва 22 са приспособени за воденето на военни действия в океански условия. Подводниците започват войната с успех и през първите месеци потапят съюзнически кораби с обща водоизместимост 175 000 тона. Дьониц лично планира операцията по унищожението на линейния кораб „Роял Оук“ в главния залив на английския флот. Дьониц изразява несъгласие по осъществяването на операция срещу Норвегия, смятайки, че основните сили на подводния флот трябва да бъдат насочени към унищожаването на търговските съдове по главните комуникации на противника. След поражението на Франция Дьониц създава бази за действията на подводниците си в непосредствена близост до Великобритания, което му дава възможност рязко да увеличи тонажа на потопените кораби – 352 407 тона през октомври 1940 г. На 21 април 1940 г. е награден с отличието Рицарски кръст. Към края на 1940 г. действията на Дьониц поставят Великобритания практически в безизходно положение – тонажът на потопените кораби надвишава този на влизащите в действие (в това число и на тези, идващи от САЩ). Но едва в края на 1940 г. на Дьониц се удава да увеличи производството на подводници от 2 на 6 на месец. През август 1940 г. премества командния си пункт в Париж.
Дьониц се ползва с голяма популярност сред подводничарите си. Винаги лично посреща всяка подводница завръщаща се на база и урежда на подчинените си почивка в най-добрите санаториуми за възстановяване на силите им след плаване. Сред офицерите на подводния флот Дьониц си спечелва прозвището „Папа Карл“ (на немски: Papa Karl) или „Лъва“ (на немски: Der Löwe).
През 1941 г. германският подводен флот достига изключителни успехи, поставяйки най-вече Великобритания в непоносими условия. След встъпването на САЩ във войната Дьониц издава заповед на 15 януари 1942 г. за потапянето на американски кораби, с което започва Операция „Паукеншлаг“. Само през януари 1942 г. са потопени 303 кораба (330 000 тона).

#### Начело на ВМФ
След оставката на Редер Дьониц с подкрепата на Шпеер и военноморския адютант на Хитлер Ф. Путкамер на 30 януари 1943 г. е назначен за главнокомандващ военноморския флот. Дьониц веднага предприема едромащабна чистка на висшия команден състав, уволнявайки всички поддръжници на Редер. Хитлер настоява за разформироването на надводния флот, но Дьониц му се противопоставя. Въпреки че е ръководител на целия военноморски флот, за него приоритет си остава командването на подводния флот. През 1943 г. германските подводници отново имат голям успех, потапяйки противникови съдове с обща водоизместимост 627 000 тона. На 6 април 1943 г. към Рицарския си кръст Дьониц получава дъбови листа.

#### Обрат на войната
През следващите месеци, най-вече поради факта че Съюзниците предприемат активни мерки срещу подводниците, тонажът на потопените кораби намалява, а подводният флот започва да понася значителни загуби.
През май 1943 г. са потопени 56 кораба, но са загубени 41 подводници. Дьониц е принуден да изтегли подводниците си от Атлантика. През юни – август ситуацията още повече се изостря – при потопени 60 търговски съда германците губят 79 подводници. След десанта на Съюзниците във Франция Дьониц предприема няколко масирани подводни атаки и успява да потопи 5 корабни ескорта, 12 тежки съда и 4 десантни шлепа, но губи 82 подводници. Фактически от 820 подводни лодки, участвали във военните действия в Атлантика през периода 1939 – 1945, са унищожени 781 (от 39 хиляди подводничари загиват 32 хиляди). Дьониц рядко възразява на решенията на Хитлер и винаги демонстрира лоялност към режима. През 1944 г. му е присъдена „златната партийна значка на НСДАП“. На 19 април 1945 г. Дьониц евакуира щаба си от Берлин. На 20 април посещава Хитлер по случай 56-ия му рожден ден. Преди да сложи край на живота си в политическото си завещание от 29 април 1945 г., Фюрерът назначава Дьониц за свой приемник на поста президент и върховен главнокомандващ. На 2 май Дьониц премества резиденцията си в сградата на военноморското училище в Мюрвик-Фленсбург. Една от причините за това решение е, че там се намират лично преданите му морски части и Дьониц може да не се притеснява от удар от страна на СС или Луфтвафе. На този ден новият водач на Третия райх оформя и новия кабинет начело с граф Луц Шверин фон Крозиг.
Ръководството на сухопътните войски е поверено на фелдмаршал Ф. Шьорнер; на Луфтвафе – фелдмаршал Р. фон Грайм; на военноморските сили – адмирал Г. Фридебург. Върховното командване на Вермахта се поема от генерал-полковник А. Йодл. В условия на неизбежно поражение за Германия Дьониц се опитва колкото може по-скоро да постигне примирие със западните сили и да изтегли колкото може повече население от териториите, предстоящи да бъдат заети от съветските войски. На 8 май по радиото обявява безусловната капитулация на Вермахта. На 23 май Дьониц и целият състав на правителството са арестувани от американските военни власти. Дьониц е фюрер на Райха в продължение точно на 23 дни. В качеството на главен военен престъпник Дьониц е изправен пред Международния военен трибунал в Нюрнберг. Обвиненията коментира по следния начин: „Никое от тези обвинения не ме засяга. Типичен американски хумор!“. Въпреки това съдът решава, че той е отговорен за изграждането и подготовката на германската подводна армия, но не е посветен в конспирацията за започване на агресивна война, нито е подготвил или започнал такава война. Опростено му е това, че е нареждал избиването на оцелели противникови войници в морските боеве, но е обвинен (по настояване от английска и съветска страна), че има връзка със заповедта на Хитлер от 18 октомври 1942 г., според която моряци от съюзнически торпедни лодки са предадени на СС и са разстреляни. Дьониц е обявен за виновен по точка 2 (престъпления срещу мира) и точка 3 (военни престъпления) и осъден на десет години затвор. Присъдата си излежава в Шпандау.

### Следвоенни години
Винаги носи със себе си плик с писма от съюзнически морски офицери, които са му писали, изразявайки симпатиите си и разбирането си към него. Пуснат е на свобода на 1 октомври 1956 г. Скоро правителството на ФРГ му отпуска адмиралска пенсия.
След излежаването на присъдата живее в малкото село Аумюле близо до Хамбург. Написва 2 автобиографични книги за двата различни периода от своя живот. Особено известна става книгата „Десет години и двадесет дни“ (на немски: Zehn Jahre und zwanzig Tage).
Остава сред най-популярните политици в Германия до смъртта си през 1980 г. Умира от сърдечен удар в Аумюле, Германия на Бъдни вечер.

## Публикации
Заедно с Теодор Краус
- Die Kreuzerfahrten der Goeben und Breslau. Berlin: Ullstein, 1932
- Die U-Bootswaffe. Berlin 1942, E. S. Mittler & Sohn
- Ich lege Rechnung. München 1953, in: Quick 19/1953
- Zehn Jahre und zwanzig Tage. Bonn 1958, Athenäum-Verlag, ASIN B-0000B-HH4-J
- Mein wechselvolles Leben. Göttingen 1968, Musterschmidt-Verlag, ISBN 3-7881-1663-3
- Deutsche Strategie zur See im Zweiten Weltkrieg. Frankfurt am Main 1970, Bernard & Graefe-Verlag, ISBN 3-7637-5100-9

Собствени публикации
- Die Fahrten der „Breslau“ im Schwarzen Meer, Berlin: Ullstein, 1917
- Zehn Jahre und zwanzig Tage, Athenäum-Verlag, Bonn 1958
- Mein wechselvolles Leben, Musterschmidt-Verlag, Göttingen 1968 (2., verbesserte Auflage 1975)